# Sân bay Khởi Dương Lâm Nghi

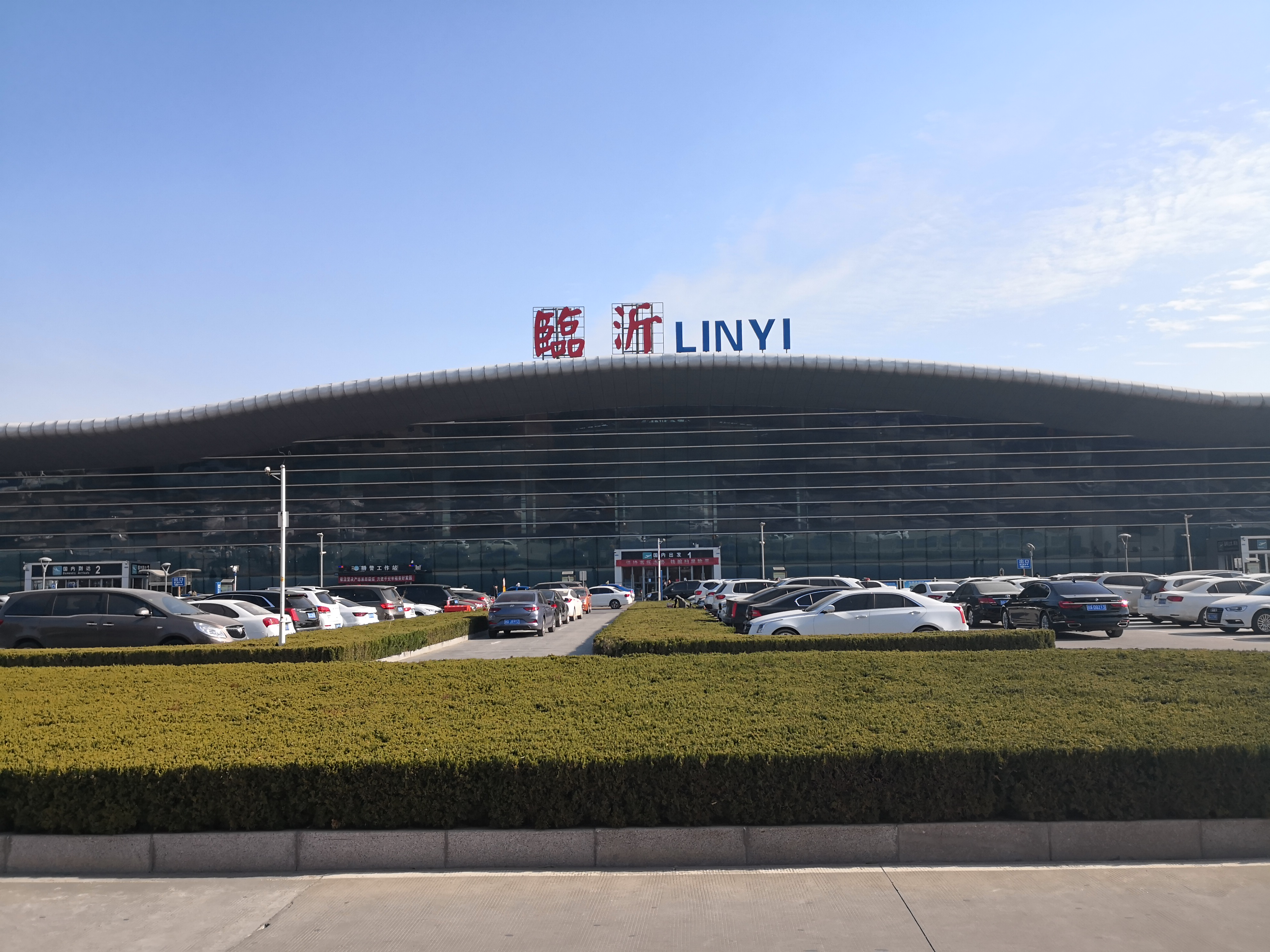

Sân bay Khởi Dương Lâm Nghi (Hán văn giản thể: 临沂启阳机场) (IATA: LYI, ICAO: ZSLY) là một sân bay tại Lâm Nghi, tỉnh Sơn Đông, Trung Quốc.